# (400077) 2006 SY238
(400077) 2006 SY238 es un asteroide perteneciente al cinturón de asteroides, descubierto el 28 de agosto de 2006 por el equipo del Spacewatch desde el Observatorio Nacional de Kitt Peak, Arizona, Estados Unidos.

## Designación y nombre
Designado provisionalmente como 2006 SY238.

## Características orbitales
2006 SY238 está situado a una distancia media del Sol de 2,619 ua, pudiendo alejarse hasta 2,800 ua y acercarse hasta 2,438 ua. Su excentricidad es 0,069 y la inclinación orbital 6,060 grados. Emplea 1548,44 días en completar una órbita alrededor del Sol.

## Características físicas
La magnitud absoluta de 2006 SY238 es 17,8.